# Protraktor

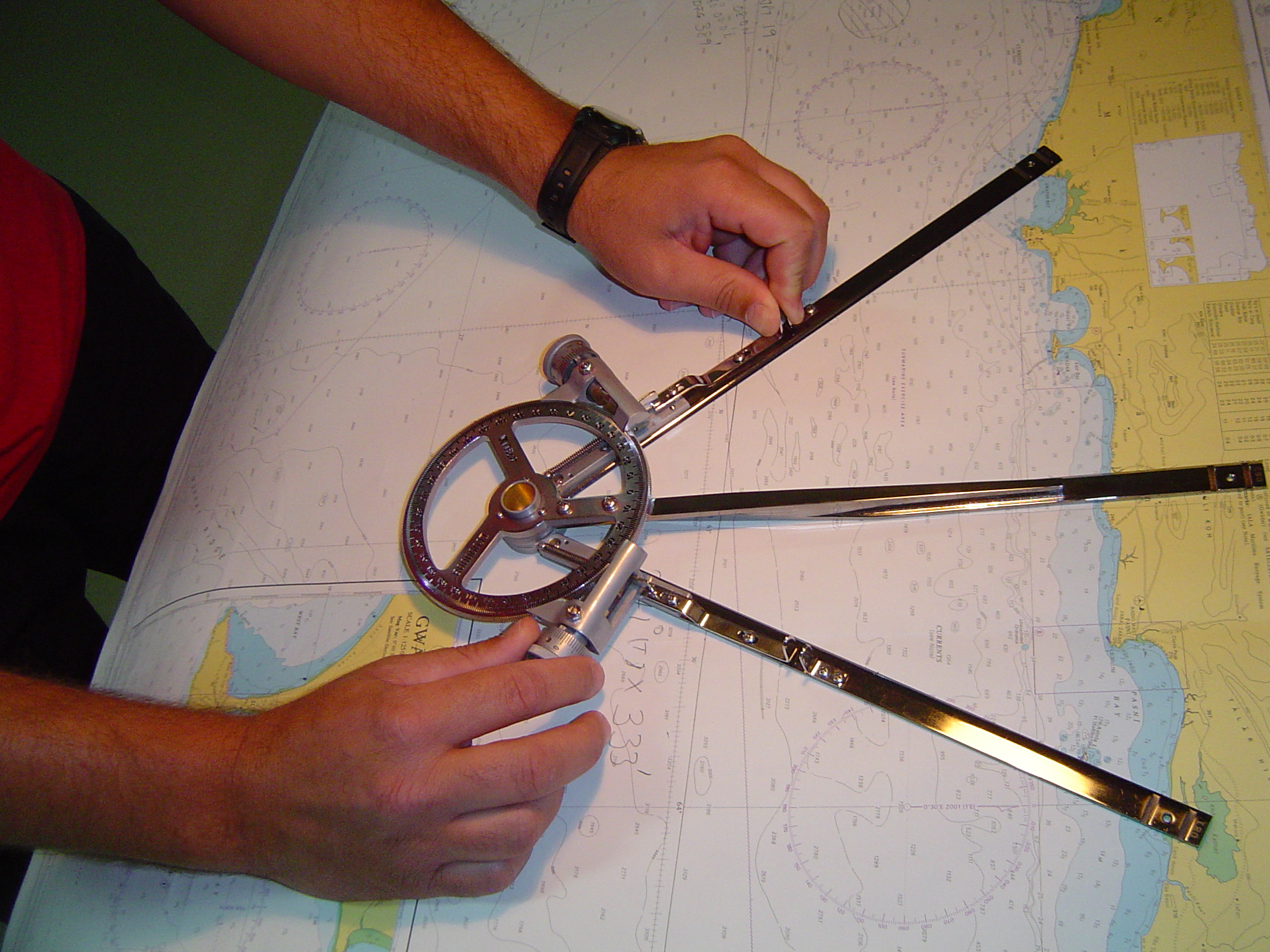

Protraktor – przyrząd nawigacyjny, rodzaj podwójnego kątomierza, składającego się z trzech ramion, które można ustawić pod wymaganym kątem względem siebie. Służy do określania pozycji obserwowanej z pomiarów dwóch kątów poziomych. 
Kąty poziome mierzy się za pomocą namiernika lub (dokładniej) sekstantu. Do wykreślenia pozycji statku należy zmierzyć dwa kąty poziome, między trzema znakami nawigacyjnymi, ustawić ramiona protraktora zgodnie z otrzymanymi pomiarami i ułożyć protraktor na mapie tak, żeby ramiona wskazywały na symbole właściwych znaków. W centrum osi protraktora znajduje się otwór wskazujący pozycje statku na mapie.
Metoda kątów poziomych (i użycie protraktora) pozwala na szybkie uzyskanie pozycji, a pomiar sekstantem zapewnia dużą dokładność i niezależność od błędów kompasu.
Zamiast protraktora można użyć półprzeźroczystego papieru (kalka techniczna) lub folii, na których rysuje się potrzebne kąty i układa na mapie.